# Festival de Cine Creative Commons Colombia
El Festival de Cine Creative Commons Colombia es una iniciativa de distintas organizaciones, colectivos e individuos, que invitan a personas interesadas en la discusión y reflexión sobre la Cultura Libre, las nuevas licencias de productos creativos y la realización audiovisual en sus más recientes e interesantes tendencias narrativas y técnicas dentro del entorno digital.
Cada locación del festival incluye dentro de sus actividades talleres, laboratorios de cocreación, proyecciones audiovisuales con materiales locales e internacionales bajo licencias Creative Commons y abre espacios de diálogo sobre temas como: código abierto, tipos de financiamiento colectivo, procomún, entre otras temáticas relacionadas con la creación artística, medios libres de distribución y prácticas de autogestión.

## Ciudades que participan
| Ciudad           | 2011                        | 2012                        | 2013                | 2014                   | 2015                | 2016                | 2017                 | 2018                 | 2019                | 2020                | Página web                               |
| ---------------- | --------------------------- | --------------------------- | ------------------- | ---------------------- | ------------------- | ------------------- | -------------------- | -------------------- | ------------------- | ------------------- | ---------------------------------------- |
| Bogotá           | No                          | No                          | No                  | 24 al 28 de septiembre | 4 al 7 de noviembre | 1 al 5 de noviembre | 6 al 10 de noviembre | 6 al 11 de noviembre | 5 al 9 de noviembre | 3 al 7 de noviembre | http://narrarelfuturo.com/               |
| Medellín         | 18 al 22 de octubre de 2011 | 16 al 20 de octubre de 2012 | No                  | No                     | 28 al 31 de octubre | No                  |                      |                      |                     |                     | http://medellin.festiaudiovisual.cc/     |
| Santiago de Cali | No                          | No                          | No                  | No                     | 21 al 24 de octubre | No                  |                      |                      |                     |                     | http://cali.festiaudiovisual.cc/         |
| Barranquilla     | Sí                          | Sí                          | 23 al 26 de octubre | No                     | No                  | No                  |                      |                      |                     |                     | http://barranquilla.festiaudiovisual.cc/ |